# Ascalorphne umbrina
Ascalorphne umbrina là một loài côn trùng trong họ Ascalaphidae thuộc bộ Neuroptera. Loài này được Gerstaecker miêu tả năm 1894.